# Млавски окръг
Млавски окръг (на полски: Powiat mławski) е окръг в Централна Полша, Мазовско войводство. Заема площ от 1181,82 км2. Административен център е град Млава.

## География
Окръгът се намира в историческата област Мазовия. Разположен е в северната част на войводството.

## Население
Населението на окръга възлиза на 74 420 души (2013 г.). Гъстотата е 63 души/км2.

## Административно деление
Административно окръгът е разделен на 10 общини.
Градска община:
- Млава

Селски общини:
- Община Вечфня Кошчелна
- Община Вишнево
- Община Джежгово
- Община Липовец Кошчелни
- Община Радзанов
- Община Ступск
- Община Стшегово
- Община Шидлово
- Община Шренск

## Фотогалерия
- Млава
- Радзанов
- Ступск
- Шренск
- Вишнево